# Amando López
Amando López (Cubo de Bureba, Burgos, España, 6 de febrero de 1936 - San Salvador, 16 de noviembre de 1989) fue un sacerdote y filósofo jesuita asesinado en la Universidad Centroamericana "José Simeón Cañas". Es uno de los mártires de la UCA. Estudio Filosofía en Dublín e Irlanda.

## Biografía

### En Nicaragua
Fue Rector del Colegio Centro América de Managua entre 1976 y 1978. 
Fue Rector de la Universidad Centroamericana de Managua entre 1979 y 1983. 
En los años que vivió en Nicaragua, se le recuerda como un líder ejemplar, un hombre y sacerdote bondadoso, callado e inseparable de su pipa.

### En El Salvador
En 1984 fue enviado a El Salvador, para ser catedrático de Filosofía y Teología en la Universidad Centroamericana "José Simeón Cañas", cargo que desempeñó hasta el día de su muerte, junto a Ignacio Ellacuría, asesinados por un pelotón del batallón Atlácatl de la Fuerza Armada de El Salvador, bajo las órdenes del coronel René Emilio Ponce.

#### Asesinato de los Mártires de la UCA

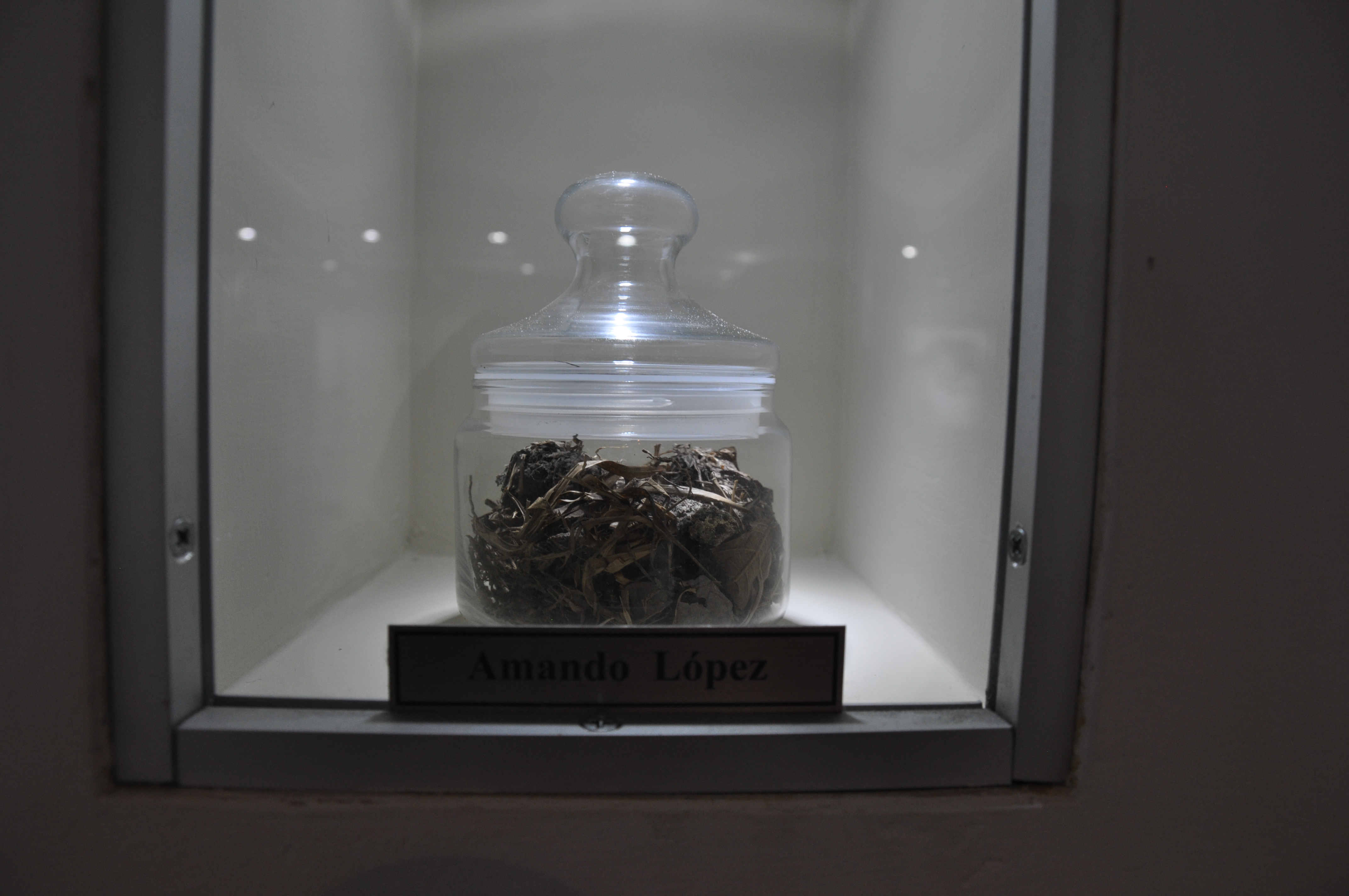
Cenizas de Amando Lopez

El 16 de noviembre de 1989 fue asesinado por un pelotón del batallón Atlácatl de la Fuerza Armada de El Salvador, bajo las órdenes del coronel René Emilio Ponce, en la residencia de la Universidad Centroamericana José Simeón Cañas, junto con los jesuitas Ignacio Martín Baró, Segundo Montes, Ignacio Ellacuría, Juan Ramón Moreno y Joaquín López y López. Fueron también asesinadas Elba Julia Ramos, persona al servicio de la Residencia, y la hija de ésta, Celina, de 15 años.